# Eugen Würz
Eugen Würz (* 6. Dezember 1967 in Salzburg) ist ein ehemaliger österreichischer Basketballspieler.

## Laufbahn
Würz nahm 1986 mit der österreichischen Jugendnationalmannschaft an der Europameisterschaft im eigenen Land teil und erzielte im Verlauf des Turniers pro Spiel durchschnittlich 3,8 Punkte. Der mit 1,94 Meter Körpergröße für die Innenposition recht kleine Würz bestritt des Weiteren elf A-Länderspiele. Auf Vereinsebene spielte er als Jugendlicher beim UBBC Salzburg, in der Bundesliga A trat er für ABC Graz (1987/88), UBSC Wels (1988/89, Zweiter der österreichischen Meisterschaft), UBM Möllersdorf (1989 bis 1990) und Union Gmunden (1991 bis 1997) an. Mit Gmunden wurde er als Bundesliga-Aufsteiger in der Saison 1992/93 Dritter.
Er absolvierte an der Universität Salzburg ein Studium der Psychologie, wurde beruflich in der Jugendpflege sowie in der Betreuung junger Menschen mit mentalen sowie psychischen Einschränkungen tätig und machte sich als Berater für Führungspersönlichkeiten, Anbieter von Supervision und Mediation sowie Fortbildungen zum Thema Kommunikation und Konfliktbewältigung selbständig. Für die „Rettet das Kind Salzburg gGmbH“ wurde er in der Verwaltung in den Bereichen Personal, Qualität und Sicherheit tätig.